# Ophionellus schwarzi
Ophionellus schwarzi là một loài tò vò trong họ Ichneumonidae.